# 플로렌스 나이팅게일 기장
플로렌스 나이팅게일 기장(Florence Nightingale Medal)은 영국의 간호사 플로렌스 나이팅게일을 기념하는 국제 적십자 위원회의 상이다. 

## 주요 수상자
- 이효정 (간호사)
- 하영수
- 마리안느 스퇴거